# Margot Klausner

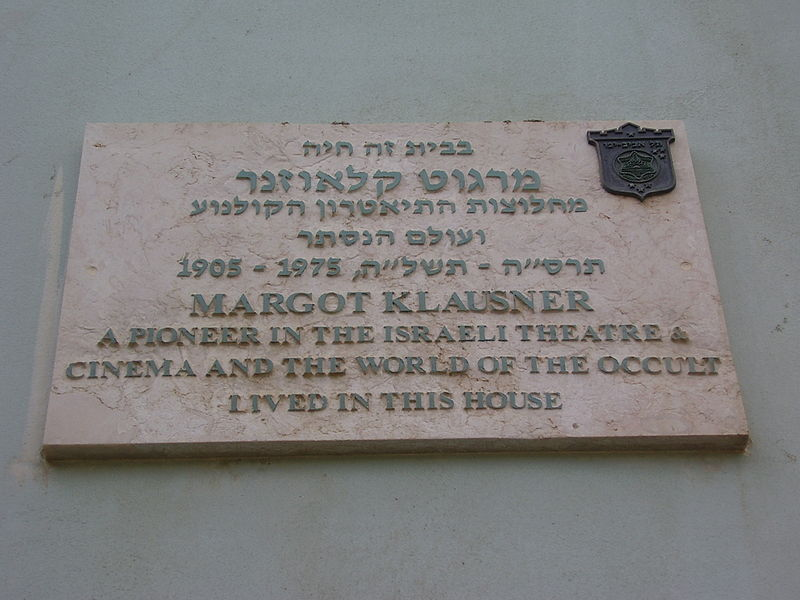
Gedenktafel Margot Klausners in Tel Aviv

Margot Klausner (auch: Margot Klausner-Brandstaetter, hebräisch מרגוט קלאוזנר-ברנדשטטר, geboren 2. November 1905 in Berlin; gestorben 12. November 1975 in Tel Aviv) war eine Schriftstellerin, Verlegerin, Vorsitzende der Parapsychologischen Gesellschaft in Israel und eine Pionierin des israelischen Films und Theaters in Palästina.

## Leben
Margot Klausner war die Tochter von Dora und Julius Klausner, dem Inhaber des Schuhhauses Leiser. In erster Ehe war sie verheiratet mit Jakob Rosner, der die Faszination für den Nahen Osten in der Studentin (Theater und Kunstgeschichte) weckte, sodass es 1924 zu einer ersten Reise nach Palästina kam. Der gemeinsame Freund Jehoshua Brandstaetter (1891–1975) stellte in Berlin den Kontakt mit der dort gastierenden Habimah her. Im Jahre 1926 hatte die in Moskau gegründete Theatertruppe die Sowjetunion für eine Tournee verlassen, um schließlich – gegen den Willen vieler der Schauspieler – 1931 in Tel Aviv zu bleiben. Klausner, die seit 1927 zum Unterstützerkreis „Freunde der Habimah“ gehörte, war maßgeblich an dieser Entscheidung beteiligt und sollte bis 1936 Verwaltungsdirektorin der Habimah bleiben. Eng an diese Tätigkeit gekoppelt arbeitete sie ferner als Verlegerin des Moadim-Bühnenverlages, in dem sie auch selbst publizierte. Neben Großprojekten wie der Errichtung eines Schauspielhauses für die Habimah und laufenden Produktionen scheint sie stark in die Akquise und Kontaktpflege mit Autoren und Dramaturgen involviert gewesen zu sein.
Mit ihrem nunmehr zweiten Mann Jehoshua Brandstaetter hatte sie 1931 in Wien ihren Sohn Amos Mokadi. geboren.
1949 gründeten Klausner und Brandstaetter – ihr gesamtes Kapital einsetzend – die „Israel Motion Picture Studios“ in Herzlia (die Produktion begann 1952). Ihrer Arbeit als Vorsitzende der Parapsychologischen Gesellschaft in Israel wurde im deutschsprachigen Raum wenig Beachtung zuteil.
Korrespondenz bestand mit Ludwig Berger, Ferdinand Bruckner, Manfred George, Abel Jacob Herzberg, Gertrud Isolani, Ruth Klinger, Moshe Lifshits, Thomas Mann, Kurt Pinthus, Victor Emanuel van Vriesland.

## Werke (Auswahl)
- Der Weise und der Narr : König Salomo und der Schuster : Ein heiteres Versspiel in sieben Bildern von Sammy Gronemann mit einem Vorwort von Margot Klausner. Moadim. Tel Aviv: 1942.[6]
- Sappho von Lesbos (Safo). Alemann. Buenos Aires: 1945.
- Über die Bedeutung der Mutter im Doktor Faustus mit einer Einleitung Über Doktor Faustus von Thomas Mann. Tel Aviv: 1948.
- On the Mysteries of the ancient : dedicated to Max Eitingon. Tel Aviv: 1948.[7]
- Ha-Chatuna (hebräisch). Hotza'at Twersky. Tel Aviv: 1949.
- Joseph in Ägypten (Yosef be-Mitsrayim). Moadim. Tel Aviv: 1951.
- Sufat Siṿan : parashah aḥaronah be-ḥaye Ḥayim Arlozorov (Sivan Sturm, Das Leben und Sterben des Chaim Arlosoroff, Nackte Seelen u. a. Erzählungen). Sifre Gadish. Tel Aviv: 1956
- Farben im Nebel. Autorisierte Übersetzung aus dem Polnischen von Margot Klausner-Brandstaetter, Margot u. Alexander Czerski. H. Deutsch. Wien/Stuttgart/Basel: 1962.
- Flamme, Asche und Rauch. Autorisierte Übersetzung aus dem Polnischen von Margot Klausner und Alexander Czerski. H. Deutsch. Wien/Stuttgart/Basel: 1963.
- Neshamot ʻarṭilaʼiyot : sipurim (hebräisch). Niv. Tel Aviv: 1963.
- Meḳorot ha-deramah (hebräisch) zusammen mit Avigdor Hameiri. Massada. Tel Aviv: 1953/54–1971.
- Kühn wie der Tod. Ner-Tamid-Verlag. Frankfurt a. M.: 1964.
- Shalosh Nesiot Li-Verit Ha-Moatsot (Drei Reisen in die Sowjetunion) zusammen mit Mordekhay Yoeli. Tel Aviv: 1965.
- ʻOlam ha-mistorin : yarḥon le-parapsikhologyah ule-ʻanafeha (Welt der Mysterien – eine Zeitschrift zur Parapsychologie). Ha-Agudah ha-Yiśreʼelit le-parapsikhologyah. Tel Aviv: 1968–1972.
- Nativ el ha-bilti nodaʻ (Weg ins Ungewisse : Methoden der Parapsychologie) zusammen mit Olga Feingold. o. O.: ≈1973.
- Yoman ha-Bimah / Das Habimah-Tagebuch. Moadim. Tel Aviv: 1974.
- Gilgul neshamot, ṿe-sipurim aḥerim (Kurzgeschichten). Massada. Ramat Gan: 1974.
- Julius Klausner – Eine Biographie. Verlag Kalima-Druck. Düsseldorf-Benrath: 1974.
- The Dream Industry : Memories and Facts : 25 years of Israel Motion Picture Studios Herzliya Ltd. : 1949-1974 (englisch). Tel Aviv: 1974.
- Reincarnation (englisch) zusammen mit Ruth Eli. Massada. Ramat Gan: 1975.

## Filmografie (Auswahl)
- 1935: Khayim Khadashim (Land der Verheißung).[8]
- 1951: Ir Ha'Ohelim (Zeltstadt).
- 1954: Even Al Kol Meel (Jede Meile ein Stein).
- 1955: Giv'a 24 Eina Ona (Höhe 24 antwortet nicht).
- 1963: Eshet Hagibor (Die Frau des Helden), Drehbuch.
- 1965: Shabbat Hamalka (Königin des Sabbats), Produzentin.
- 1966: Sinaia (Wolken über Israel).
- 1966: Sabina V'Hagvarim (Sabina und ihr Mann), Drehbuch zusammen mit Alexander Czerski.
- 1966: Ha-Yeled Me'ever Lerechov (Der Junge von der anderen Straßenseite), Produzentin.
- 1968: Ha-Ben Ha'Oved (Der verlorene Sohn), Produzentin.
- 1970: Tamar Eshet-Er (In der Glut des Mittags), Produzentin.
- 1971: Ha-Shoter Azulai (Der Polizist).
- 1973: Metzitzim (Peeping Toms).
- 1974: Einayim G'dolot (Große Augen).